# Mansempuy
Mansempuy är en kommun i departementet Gers i regionen Occitanien i sydvästra Frankrike. Kommunen ligger i kantonen Mauvezin som tillhör arrondissementet Condom. År 2022 hade Mansempuy 58 invånare.

## Befolkningsutveckling
Antalet invånare i kommunen Mansempuy
Referens:INSEE